# جمهورية إثيوبيا الشعبية الديمقراطية

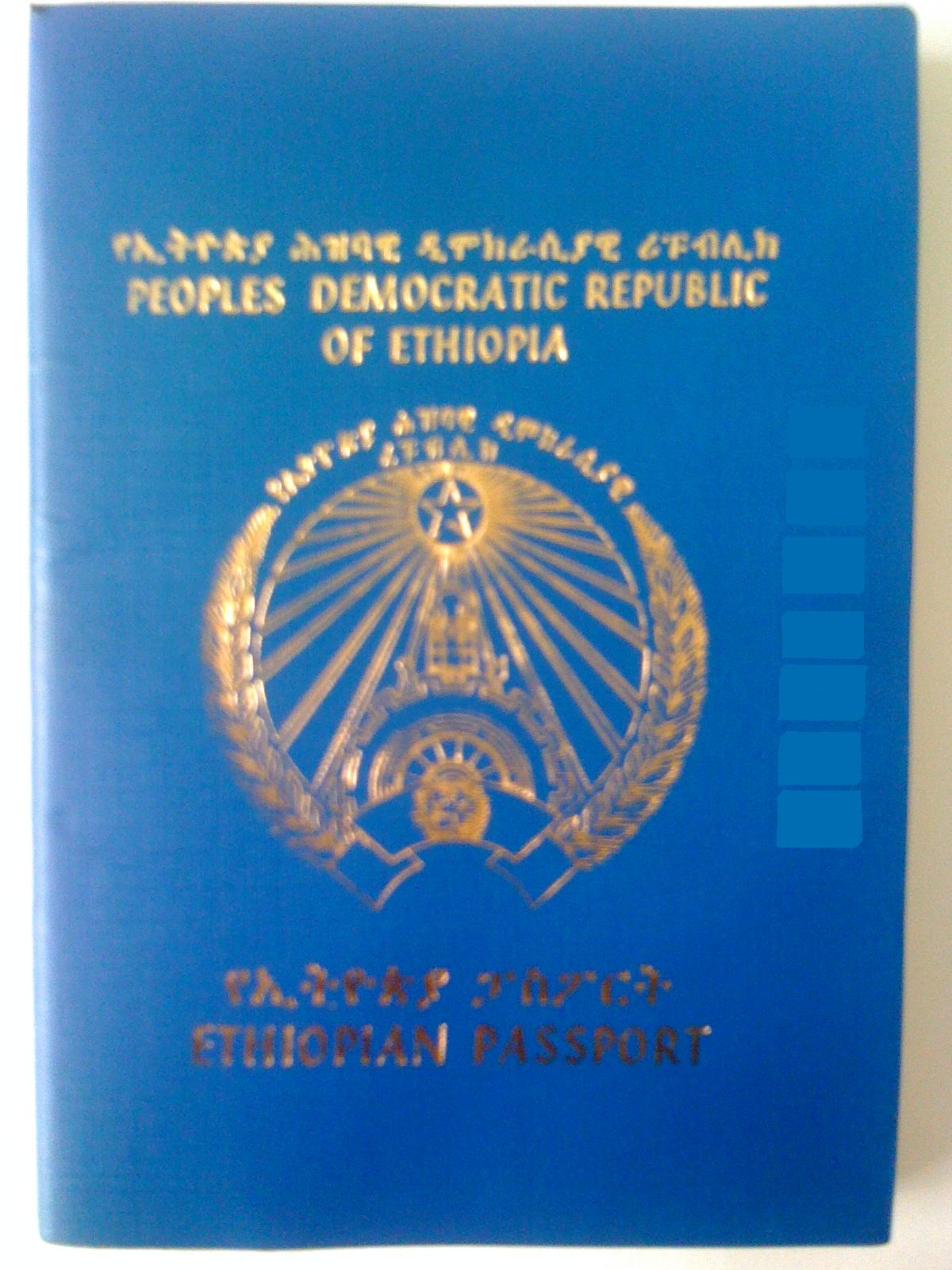
الجواز الإثيوبي السابق تحمل تسمية "جمهورية إثيوبيا الديمقراطية الشعبية" (1987-1991)

جمهورية إثيوبيا الشعبية الديمقراطية (PDRE) كان الاسم الرسمي لإثيوبيا في الفترة من 1987 وحتى 1991، حيث أنشأتها الحكومة الشيوعية منغستو هيلا مريام وحزب العمال الإثيوبي (WPE). وقد أدى تأسيسها إلى حل المجلس، وهو المجلس العسكري سابقًا والذي كان مسؤولاً عن البلاد. وقد حل محله نظام الحزب الواحد الشيوعي بزعامة حزب العمال الإثيوبي، على الرغم من سيطرة بعض أعضاء المجلس العسكري الباقين على قيادة الحزب.
وقد قاوم المجلس منذ تأسيسه فكرة تكوين الحزب، ولكنه أدرك في نهاية سبعينيات القرن العشرين أنه بحاجة إلى وسيلة للسيطرة على الشعب. وبعد مرور خمسة أعوام على الإعداد، تم إعلان النظام الشيوعي رسميًا عام 1984، وتم تشكيل حزب العمال الإثيوبي باعتباره الحزب القانوني الوحيد في البلاد. وقد تشكل الحزب باعتباره حزب طليعة ماركسي لينيني على غرار نظرائه في أوروبا تأسست جمهورية إثيوبيا الشعبية الديمقراطية في 22 فبراير 1987 بعد مرور ثلاثة أسابيع على الاستفتاء الوطني الذي أقر دستور عام 1987، على الرغم من بقاء المجلس في السلطة حتى أواخر سبتمبر، بعد مرور فترة طويلة على الانتخابات العامة 14 يونيو وفيها تم انتخاب عضوية الجمعية.
مثل معظم الأنظمة الشيوعية الأخرى، تم منح حزب العمال الإثيوبي رسميًا احتكار السلطة باعتباره «القوة الرائدة في الدولة والمجتمع». وكانت الحكومة شديدة المركزية والشمولية بطبيعتها، وفيما يتعلق بالأغراض والمقاصد فقد عملت الحكومة كناقل عن الحزب.
وطوال فترة وجودها القصيرة، لم تواجه سلطة جمهورية إثيوبيا الشعبية الديمقراطية المقاتلين المسلحين في إرتريا، الذين انضموا إلى إثيوبيا قبل عدة عقود، فقط ولكنها واجهت أيضًا مجموعات المقاومة الداخلية، والتي سبقتها جبهة التحرير الشعبية التيغرية.
وقد انتهت جمهورية إثيوبيا الشعبية الديمقراطية في مايو عام 1991، عندما فر منغستو من إثيوبيا ودخلت الوحدات العسكرية للجبهة الديمقراطية الثورية الشعبية الإثيوبية إلى أديس أبابا.

## التطورات
بعد زوال الحكم الإمبراطوري، تم تفكيك البنية الاجتماعية والاقتصادية الإقطاعية عبر إجراء سلسلة من الإصلاحات التي أثرت أيضًا على تطوير التعليم. وبحلول أوائل عام 1975، كانت الحكومة قد أغلقت جامعة هايله سيلاسي الأول وجميع المدارس الثانوية العليا، وبعد ذلك تم نشر ما يقرب من 60000 طالب ومعلم على المناطق الريفية لتعزيز «حملة التنمية من خلال التعاون» التي أطلقتها الحكومة. كانت الحملة تهدف إلى تعزيز الإصلاح الزراعي وتحسين الإنتاج الزراعي، والصحة، والإدارة المحلية، وتوعية الفلاحين بالنظام السياسي والاجتماعي الجديد.
زادت معدلات الالتحاق بالمدارس الابتدائية من حوالي 957300 في الفترة ما بين 1974-1975 إلى ما يقرب من 2450000 في الفترة ما بين 1985-1986. وكانت هناك اختلافات بين المناطق في عدد الطلاب المسجلين مع وجود تفاوت في معدل التحاق الفتيان والفتيات. فبينما كان معدل التحاق الفتيان أكثر من الضعف، كان معدل التحاق الفتيات أكثر من ثلاثة أضعاف. ومع ذلك يقول العديد من النقاد إن معظم الإحصاءات المقدمة من جمهورية إثيوبيا الشعبية الديمقراطية غير دقيقة حيث لم يُسمح لهيئة محايدة أو منظمة دولية بالتحقق من صحتها وكان هناك هدف سياسي للنظام ليبدو بشكل عام كأنه نظام مثمر. ومع سيطرة معظم المتمردين على مناطق شمال إثيوبيا وأجزاء من المناطق الصومالية والأورومية التي خرجت عن سيطرة الحكومة، فإن معظم مطالبهم لم ينظر إليها باعتبارها مطالب شاملة.
تضاعف تقريبًا عدد المدارس الثانوية العليا أيضًا، وزادت إلى أربعة أضعاف في آرسي، وبيل، وجوجام، وجوندر، ووولو وقد أظهر توزيع المدارس قبل الثورة تركيزًا في المناطق الحضرية لعدد قليل من المناطق الإدارية. في الفترة ما بين عامي 1974-1975، كان نحو 55 بالمائة من المدارس الثانوية العليا في إرتريا وشيوا، بما في ذلك أديس أبابا. وفي الفترة ما بين عامي 1985-1986 انخفضت النسبة إلى 40 بالمائة. وعلى الرغم من التحاق عدد قليل جدًا من الفتيات بالمرحلة الثانوية، فقد زادت نسبة الإناث في النظام المدرسي على جميع المستويات وفي جميع المناطق من 32 بالمائة في الفترة ما بين عامي 1974-1975 إلى 39 بالمائة في الفترة ما بين عامي 1985-1986.
من بين النجاحات التي حققتها جمهورية إثيوبيا الشعبية الديمقراطية كانت الحملة الوطنية للقراءة والكتابة. وقد ارتفع معدل معرفة القراءة والكتابة، والذي كان أقل من 10 بالمائة خلال النظام الإمبراطوري، إلى نحو 63 بالمائة بحلول عام 1984. وفي الفترة ما بين عامي 1990-1991 تم الإعلان عن وجود زيادة قليلة في معدل تعلم الكبار للقراءة والكتابة بنسبة 60 بالمائة في الحكومة وكذلك في بعض التقارير الدولية. وكما هو الحال مع البيانات التي صدرت عام 1984، فإنه من الحكمة توخي الحذر فيما يتعلق بالنسبة الأخيرة. وقد أجرى المسؤولون التدريب على تعلم القراءة والكتابة أولاً بخمس لغات: الأمهرية، والأورومية، والتغرينية، والواليتية، والصومالية ولاحقًا تم زيادة عدد اللغات ليصل إلى خمس عشرة لغة، والتي مثلت نحو 93 بالمائة من السكان.
ساعد عدد من الدول جمهورية إثيوبيا الشعبية الديمقراطية بسخاء في تلبية احتياجاتها الخاصة بالرعاية الصحية. وقدمت كوبا والاتحاد السوفيتي وعدد من دول شرق أوروبا المساعدات الطبية. وفي أوائل عام 1980، دعم ما يقرب من 300 فني من الفنيين الطبيين الكوبيين، منهم أكثر من 100 طبيب، الجهود المحلية لحل مشكلات الصحة العامة. وكانت المساعدات الغربية طويلة المدى لتنمية القطاع الصحي في إثيوبيا متواضعة، حيث بلغ متوسطها حوالي 10 ملايين دولار أمريكي سنويًا، وهو أدنى مساعدة للفرد في إفريقيا جنوب الصحراء. وقد شملت الجهات الغربية الرئيسية المانحة إيطاليا والسويد. وواصلت منظومة الأمم المتحدة بقيادة برنامج الأمم المتحدة الإنمائي وبمساعدة وكالات مثل منظمة الأغذية والزراعة، واليونسكو، واليونسيف، ومنظمة اليونيدو، وصندوق الأمم المتحدة للسكان، ومنظمة الصحة العالمية، تقديم المساعدة كما كانت تفعل مع النظام الإمبراطوري. في أوائل ثمانينيات القرن العشرين، تمتع أحد ممثلي برنامج الأمم المتحدة الإنمائي، وهو وزير سابق في إحدى دول الكاريبي، بالمصداقية للوصول إلى منغستو، وربما كان يقوم بالحد من تجاوزاته في بعض الحالات. وقد واصل البنك الدولي أيضًا تقديم المساعدة خلال فترة حكمه مع الاعتراف المؤكد بالانضباط المالي المحافظ الحكيم والمثير للدهشة الذي حاول النظام أن يتبعه.

### الإخفاقات والسقوط
لم تتعاف إثيوبيا من المجاعة العظيمة التي حلت بها سابقًا في أوائل سبعينيات القرن العشرين، والتي كانت نتيجة لحالة الجفاف التي أثرت على معظم دول الساحل الإفريقي. وقد نتجت المجاعة أيضًا من اختلال توازن عدد السكان الذي تركز في مناطق المرتفعات، والتي كانت خالية من الملاريا وداء المثقبيات. وقد حاولت أنظمة كل من الإمبراطور ومنغستو إعادة توطين السكان في المناطق المنخفضة، ولكن نظام منغستو تعرض لانتقادات دولية شديدة بحجة أن إعادة التوطين تم بالقوة.
كانت هناك سلسلة استمرت عشر سنوات تقريبًا من حالات الجفاف المتكررة في هذا الجزء من شرق إفريقيا منذ أوائل القرن العشرين وبحلول أواخر سبعينيات القرن العشرين بدأت علامات زيادة حدة الجفاف في الظهور. وبحلول أوائل ثمانينيات القرن العشرين، بدأت أعداد كبيرة من الناس في وسط إرتريا، وتيغري، وويلو، وأجزاء من بيجيمدير وشيوا في الشعور بآثار تجدد المجاعة.
استمر الجفاف الذي بدأ عام 1969 كطقس جاف في جلب الكوارث لمنطقة الساحل وزحف ناحية الشرق عبر منطقة القرن الإفريقي. وبحلول عام 1973 هددت المجاعة المصاحبة حياة مئات الآلاف من البدو الإثيوبيين، الذين اضطروا إلى ترك منازلهم والنضال في الصومال، وجيبوتي، وكينيا، والسودان، سعيًا وراء الإغاثة من المجاعة. وبحلول نهاية عام 1973، كانت المجاعة قد أودت بحياة حوالي 300000 فلاح من تيغري وويلو، وسعى الآلاف وراء الإغاثة في المدن والقرى الإثيوبية.
وقد ظهرت القدرة المحدودة لجمهورية إثيوبيا الشعبية الديمقراطية على قيادة عملية التنمية ومعالجة الأزمات بشكل كبير من خلال اعتماد الحكومة على الإغاثة الخارجية للمجاعة بين عامي 1984 و1989. وبحلول عام 1983 أُضيف النزاع المسلح بين الحكومة والحركات المعارضة في الشمال إلى الجفاف مما ساهم في حدوث مجاعة هائلة في إرتريا، وتيغري، وويلو. في هذه الأثناء، كان للجفاف وحده أثر مدمر على تسع مناطق إضافية. وقد فاقت هذه الكارثة الطبيعية حالة الجفاف التي حدثت في الفترة ما بين عامي 1973-1974، والتي ساهمت في سقوط الإمبراطور هايله سيلاسي. وبحلول أوائل عام 1985، عانى نحو 7.7 مليون شخص من الجفاف ونقص الغذاء. ومن هذا العدد، تعرض 2.5 مليون شخص لخطر المجاعة بشكل مباشر.
وكما كان الحال في الماضي، ففي منتصف ثمانينيات القرن العشرين استجاب المجتمع الدولي بسخاء لمأساة إثيوبيا بمجرد أن أصبحت أبعاد الأزمة مفهومة، على الرغم من تحذير منظمة الفاو من مشكلات الأمن الغذائي قبل حدوث المجاعة بعدة سنوات. وقد تدفقت التبرعات الثنائية، والمتعددة الأطراف، والخاصة من المواد الغذائية وغيرها من إمدادات الإغاثة إلى البلاد في أواخر عام 1984. وفي عام 1987 هددت حالة جفاف أخرى 5 ملايين شخص في إرتريا وتيغري. ولكن هذه المرة، كان المجتمع الدولي أكثر استعدادًا لتوصيل الغذاء إلى المناطق المتضررة في الوقت المناسب لمنع وقوع المجاعات وحدوث تحركات سكانية ضخمة. ووفقًا لمكتبة الدراسات الخاصة بالكونجرس، «عارض العديد من مؤيدي النظام الإثيوبي سياسته التي قامت بمنع وصول شحنات الأغذية إلى المناطق الخاضعة للمتمردين. وفي ذلك الوقت وضعت آثار المجاعة بجانب الحرب الداخلية اقتصاد البلاد في حالة من الانهيار». كذلك فإنه وفقًا لتقارير هيومن رايتس ووتش وأبحاثها، إستراتيجية مكافحة التمرد الخاصة بجمهورية إثيوبيا الشعبية الديمقراطية

## الرؤساء
- منغستو هيلا مريام (10 سبتمبر 1987 - 21 مايو 1991)
- تيسفاي جيبر كيدان (21 مايو 1991 - 28 مايو 1991)

## رؤساء الوزراء
- فكري سيلاسي وجديريس (10 سبتمبر 1987 - 8 نوفمبر 1989)
- هايلو يمنيو (8 نوفمبر 1989 - 26 أبريل 1991)
- تيسفاي دينكا (26 أبريل 1991 - 6 يونيو 1991)